# Mieczysław Kluka
Mieczysław Kluka (ur. 11 maja 1921 w Krakowie, zm. 11 stycznia 2008 w Warszawie) – polski oficer wojsk łączności, pułkownik ludowego Wojska Polskiego, dowódca 1 pułku łączności.

## Życiorys
W maju 1939 roku przed wybuchem drugiej wojny światowej ukończył gimnazjum uzyskując maturę. W czasie okupacji niemieckiej pracował fizycznie. W kwietniu 1945 roku powołany do służby w ludowym Wojsku Polskim i skierowany do 2 zapasowego pułku łączności, a następnie do Oficerskiej Szkoły Łączności w Zamościu. Szkołę ukończył w maju 1946 roku (już w Sieradzu otrzymując promocję na stopień podporucznika).
Awansując na kolejne stopnie wojskowe aż do stopnia pułkownika, przeszedł drogę od zastępcy dowódcy kompanii do dowódcy pułku. W latach 1964–1967 dowodził 5 pułkiem łączności, a w latach 1967–1971 1 pułkiem łączności. Ukończył w tym czasie roczny kurs doskonalenia w Wojskowej Akademii Technicznej, jak również roczny kurs w Wojskowej Akademii Łączności im. marszałka Związku Radzieckiego S.M. Budionnego w Leningradzie. Po pożegnaniu się z pułkiem w 1971 roku, pełnił dalej służbę w Sztabie Generalnym WP w Warszawie. Po przejściu w stan spoczynku w końcu 1977 roku jeszcze przeszło pięć lat piastował stanowisko starszego radcy w Departamencie Spraw Obronnych Ministerstwa Komunikacji.
Na emeryturze działał w Związku Byłych Żołnierzy Zawodowych i Oficerów Rezerwy w Warszawie, był także współzałożycielem Światowego Związku Polskich Żołnierzy Łączności. Przez 10 lat był przewodniczącym Sądu Koleżeńskiego Światowego Związku Polskich Żołnierzy Łączności.
Pochowany z honorami wojskowymi na Cmentarzu Wojskowym na Powązkach w Warszawie (kwatera FII-13-6).

## Odznaczenia
- Krzyż Kawalerski Orderu Odrodzenia Polski
- Złoty Krzyż Zasług
- Srebrny Krzyż Zasługi
- Medal 10-lecia Polski Ludowej
- Złoty Medal „Siły Zbrojne w Służbie Ojczyzny”
- Srebrny Medal „Siły Zbrojne w Służbie Ojczyzny”
- Brązowy Medal „Siły Zbrojne w Służbie Ojczyzny”
- Medal „Za udział w walkach o Berlin”
- Złoty Medal „Za Zasługi dla Obronności Kraju”
- Srebrny Medal „Za Zasługi dla Obronności Kraju”
- Brązowy Medal „Za Zasługi dla Obronności Kraju”
- Honorowa Odznaka Za Zasługi dla Związku Byłych Żołnierzy Zawodowych (dwukrotnie - 1988, 1996)
- Wpis do Honorowej Księgi Zasłużonych dla Organizacji Mazowieckiej Związku Byłych Żołnierzy Zawodowych (1996)
- inne odznaczenia i wyróżnienia

## Źródła
- Biogramy dowódców 1 pułku i 2 brygady łączności